# Dino Brandão
Pour les articles homonymes, voir Brandão (homonymie).
Dino Brandão est un musicien multi-instrumentiste, chanteur et auteur-compositeur suisse.

## Biographie
D'origine angolaise, il est le chanteur et guitariste du groupe suisse Frank Powers,. À l'âge de 21 ans lui a été diagnostiqué une forme de schizophrénie. Pendant plusieurs années il fait les premières parties des concerts de Sophie Hunger, puis il rejoint son groupe sur scène. Depuis 2020 il mène aussi une carrière solo. En décembre 2020 il a publié avec Sophie Hunger et Faber sous le nom Brandão Faber Hunger l'album Ich liebe dich. Ils ont joué ensemble notamment lors de concerts au Festival de Montreux à l'été 2020.

## Discographie

### Album
source: DE CH
- 2020 Ich liebe dich

### Single
- Bouncy Castle
- Decoration